# Henri Dulieux
Henri Dulieux (Lilla, 10 maggio 1897 – Chantepie, 29 maggio 1982) è stato uno schermidore francese, vincitore di una medaglia di bronzo nella scherma ai giochi olimpici.